# Artur Mahraun
Artur Mahraun (né le 30 décembre 1890 à Cassel et mort le 27 mars 1950 à Gütersloh ; pseudonymes: Heinrich Meister, Dietrich Kärrner) est un activiste politique et écrivain allemand. En tant que fondateur et "Grand Maître" du Jungdeutscher Orden (ordre des jeunes allemands), il fait partie de la Révolution conservatrice. Il développe un concept de «quartiers politiques» comme alternative démocratique populaire ou supplément à l'état de partie exclusif.

## Biographie
Mahraun est un fils du conseiller du gouvernement secret dans l'administration agricole de Cassel Hans Mahraun (1853-1944) et sa femme Elisabeth née Wohlgemuth de Danzig (1858-1940). Depuis 1917, Artur Mahraun est marié à Charlotte Ullrich (morte en 1977), avec qui il a trois filles (Margret, Ulrike, Dorothee).
Après le lycée Guillaume à Cassel, Mahraun rejoint le 83e régiment d'infanterie en tant que Fahnenjunker en 1908 (lieutenant 1910). De retour de la Première Guerre mondiale avec de grands honneurs, il est accepté dans la Reichswehr, dont il prend sa retraite en tant que Hauptmann en 1920.
Au début de 1919, il crée un corps franc auprès de l'Association des volontaires de la compagnie des officiers Cassel (OKC) dont émerge ensuite Jungdeutscher Orden (Jeune Ordre allemand) en mars 1920». Mahraun est nommé son "Grand Maître".

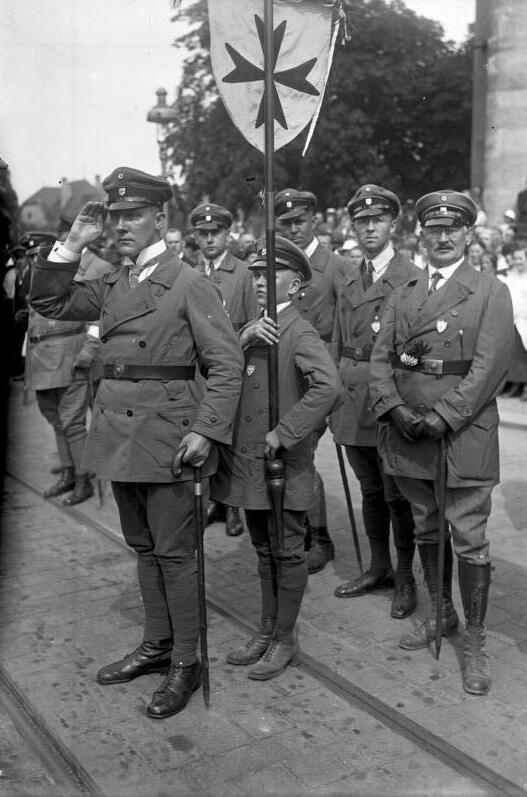
Artur Mahraun en juillet 1930

Compte tenu du radicalisme croissant en 1930, Mahraun participe à la fondation du Parti allemand d'État, qu'il considère moins comme un parti politique que comme un instrument pour mettre en œuvre des réformes urgentes conformément à ses idées de construction d'une véritable État démocratique. Quand il est déçu de ses espoirs de changements dans les mécanismes négatifs habituels des partis et l'élection du parti d'État au Reichstag en 1930 , affaiblie par le conflit entre les libéraux (de l'ancien DDP) et les conservateurs, abouti à un résultat électoral décevant (seulement 20 députés, face à 107 nationaux-socialistes), il démissionne de ce parti et se consacre entièrement aux travaux du Jeune Ordre allemand.
Après l'arrivée au pouvoir des nationaux-socialistes en 1933, le Jeune Ordre allemand est interdit dans tout le pays. Mahraun devance l'interdiction en Prusse par une liquidation auto-décidée le 3 juillet 1933.
Peu de temps après (le 11 juillet) Mahraun est arrêté à Berlin et soumis à de sévères mauvais traitements, qui finissent par porter atteinte à sa santé. Grâce aux nombreux efforts de ses amis, il est libéré le 8 septembre 1933, mais n'est pas autorisé à poursuivre ses activités politiques. Il survit les années suivantes - toujours surveillé et menacé - en changeant de résidence, en publiant en partie des livres à compte d'auteur sous des pseudonymes et plus tard, après l'expropriation complète de sa maison d'édition, en tant qu'éleveur de moutons dans la Magdeburger Börde, la seule profession sans enregistrement officiel.
Après 1945, Mahraun rejette strictement une renaissance du Jeune Ordre allemand après 1945, estimant qu'il n'est plus dans l'air du temps. D'autre part, il appelle ses anciens partisans du JO et ses nouveaux amis à créer davantage de «quartiers politiques».
Mahraun décède le 1er mars 1950 à Gütersloh.

## Positions politiques
Mahraun prône également l'abrogation du traité de Versailles, il appelle à une entente visionnaire avec la France et à une alliance économique franco-allemande. Le 20 novembre 1926, son article "Der nationale Friede am Rhein" (La paix nationale sur le Rhin) est publié, ce qui lui vaut d'être accusé de « haute trahison ».
En tant qu'adversaire résolu du soi-disant "système des partis", il présente le projet d'un "État populaire" (sous-titre : "Le peuple contre la caste et l'argent - Assurer la paix en reconstruisant les États") dans le Manifeste des jeunes allemands en décembre 1927. Dans cet ouvrage, la formation de la volonté du peuple est présentée sous la forme d'une structure pyramidale, qui part de la base du quartier/quartier résidentiel, passe par des organes de niveau intermédiaire (municipalité - district/arrondissement - pays - empire) et aboutit à un chef d'État élu directement par la base.
Au cours de la Grande Dépression, au début des années 1930, avec des chiffres de chômage élevés, il réclame de petits établissements paysans dans les vastes terrains vagues et les provinces orientales faiblement peuplées ("Nous ne sommes pas un peuple sans espace, mais un peuple sans organisation adéquate de son espace et de son peuple !") et pour cela un service volontaire de travail (FAD). Après l'introduction du service de travail volontaire par le gouvernement du Reich de Heinrich Brüning en 1931, le Jeune Ordre allemand organise 454 projets de construction et de remise en culture communaux à but non lucratif jusqu'en juin 1933 (jusqu'à l'interdiction ou l'auto-dissolution de l'Ordre).
La proposition de Mahraun de contribuer, en collaboration avec le FAD, à un peuplement plus fort des provinces de l'Est et donc à une réduction du taux de chômage élevé de plus de six millions de personnes, principalement dans l'Ouest densément peuplé, se heurte à la résistance la plus déterminée des grands propriétaires fonciers de l'époque, les Junkers de l'Est de l'Elbe. Pour la plupart, ils se tournent vers le national-socialisme, qui les soutient égoïstement dans leur "protection des intérêts particuliers".
Mahraun tient des positions antisémites mais à cet égard, il est nettement plus modéré que les associations régionales du Jeune Ordre allemand. Dans le Manifeste du Jeune Allemand (p. 22) qu'il écrit en 1927, il se prononce contre «l'antisémitisme sauvage et délirant», principalement celui des nationaux-socialistes. S'il maintient « paragraphe aryen » dans les statuts du Jeune Ordre allemand, il prône en revanche ouvertement l'égalité civile pour les Juifs.
Après 1945, Mahraun s'éloigne de son image de l'État, telle qu'il l'a exposée dans le «Manifeste» de 1927, dans la mesure où il envisage désormais le quartier et la structure étagée fondée sur cette base comme une "institution supplémentaire", abandonnant ainsi la demande antérieure de suppression des parlements exclusivement peuplés par les partis. Il soutient l'idée d'un Conseil fédéral en tant que deuxième Chambre populaire directement élue démocratiquement.
Mahraun comprend le concept de communauté comme un quartier avec un nombre gérable de personnes. On ne s'attend pas à ce que l'individu qui y est inséré s'abandonne dans cette communauté; pour lui, "vie personnelle" et "vie communautaire" doivent se compléter comme deux "sphères" ou "demi-cercles".

## Activité d'écriture
La production littéraire de Mahraun est considérable, mais comme il n'a publié ses écrits qu'à compte d'auteur, ils ne reçoivent que peu d'attention, sauf de la part de ses disciples, et sont encore largement inconnus aujourd'hui.
La plupart de ses publications avant 1933 portent sur des événements contemporains ; plus tard, il écrit également des romans et publie des recueils de ses poèmes.
Gegen getarnte Gewalten (1928) et Politische Reformation (1949) ont une signification autobiographique partielle. Mahraun applique sa doctrine de la communauté dans Gemeinschaft als Erzieher (1934), Ordina, Grundsätze für Gemeinschaftsleben  (1935), Die redliche Gemeinde (Ps. Dietrich Kärrner, 1939) et Wille und Schicksal (Ps. Dietrich Kärrner, 1940).
Après la fin de la Seconde Guerre mondiale, les œuvres de Mahraun, Winkelried. Jungdeutsche Gedanken über Wehr- und Rüstungsfragen (Jungdeutscher Verlag, Berlin 1931) ainsi que les écrits Ordina. Grundsätze für das Gemeinschaftsleben (Neighborhood Publishing House, Berlin 1935) et Sei Kamerad (Neighborhood Publishing House, Berlin 1937), qui ont été écrits pendant l'ère nazie, ont été inclus dans la liste des ouvrages à retirer dans la zone d'occupation soviétique En 1953, 13 autres œuvres de Mahraun sont ajoutées sur la liste des ouvrages à retirer en RDA.
Une modification de l'image de l'État présentée dans le Manifeste du Jeune Allemand (1927) se trouve notamment dans Der Protest des Individuums (1949). Le vaste poème Der redliche Rebell, publiée en 1963 par sa succession, doit être considérée comme un héritage.

## Œuvres (sélection)
- Die Arbeit des Jungdeutschen Ordens: Die erste Aufgabe, Cassel: Jungdeutscher Verlag, 1924 (15 Seiten) (Zweite Auflage, 41.–50.000, 1925)
- Das Jungdeutsche Manifest: Volk gegen Kaste und Geld; Sicherung des Friedens durch Neubau der Staaten, Berlin: Jungdeutscher Verlag, 1924, (204 Seiten)
- Waffen, Weiber und Soldaten: Kleine Geschichten aus großer Zeit, Berlin: Nachbarschafts-Verlag, 1937 (246 Seiten)
- (als Dietrich Kärrner) Gösta Ring entdeckt Värnimöki. Ein Zukunftsroman, Berlin: Nachbarschafts-Verlag, 1938 (312 Seiten)
- (als Dietrich Kärrner) Verschollen im Weltall. Ein Zukunftsroman, Berlin: Nachbarschafts-Verlag, 1938 (304 Seiten)
- (als Dietrich Kärrner) Per Krag und sein Stern. Ein Zukunftsroman, Berlin: Nachbarschafts-Verlag, 1939 (312 Seiten)
- Die Nachbarschaft: Eine neue Idee zur Demokratisierung Deutschlands unter Berücks. d. west-östl. Gegensätze, Remscheid: Ziegler, 1948 (23 Seiten)
- Politische Reformation: Vom Werden einer neuen deutschen Ordnung, Gütersloh: Nachbarschafts Verlag, 1949 (215 S.)
- Deutschland ruft!, Gütersloh: Nachbarschaftsverlag, 1949 (37 Seiten)
- Der Protest des Individuums, Gütersloh: Nachbarschafts-Verlag, 1949 (47 Seiten)
- Politische Reformation: Vom Werden einer neuen deutschen Ordnung, Gütersloh: Nachbarschafts-Verlag, 1949 (215 Seiten)
- Der redliche Rebell, Gießen: Walltor-Verlag, 1963, (306 Seiten), eine zweite Auflage erschien noch im selben Jahr.